# Rue Française
La rue Française est une voie des 1er et 2e arrondissements de Paris, en France.

## Situation et accès
La station la plus proche est Étienne Marcel (ligne 4).

## Origine du nom
Elle doit son nom à la corruption de sa première appellation, « rue Françoise », parce qu'elle fut ouverte sous le règne de François Ier.

## Historique
Elle a été ouverte en 1543 lors du lotissement des terrains de l'hôtel de Bourgogne, sous le nom de « rue de Bourgogne ». Elle prit par la suite les noms de « rue Neuve de Bourgogne », rue « Neuve Saint-François » et « rue Françoise », avant de devenir, par corruption du nom, « rue Française ».
Elle est citée sous le nom de « rue Françoise » dans un manuscrit de 1636 dont le procès-verbal de visite, en date du 22 avril 1636, indique qu'elle est « orde, boueuse, avec plusieurs taz d'immundices ».

## Bâtiments remarquables et lieux de mémoire
La première séance de la Société des amis des Noirs a lieu en 1788 au no 3 de cette rue chez Jacques Pierre Brissot.

## Pour approfondir